# Valundasjön
Valundasjön är en sjö i Falköpings kommun i Västergötland och ingår i Ätrans huvudavrinningsområde. I anslutning till Valundasjön återfinns ett rikkärr med bland annat kalkkärrsgrynsnäcka och ängsnycklar.

## Rikkärrets olika arter
Rikkärret har inventerats, och vanligt förekommande är axag, kärrfräken, slåtterblomma, blåtåtel, näbbstarr, ängsstarr, hirsstarr, gräsull, och ängsnycklar. Mindre vanliga inslag är myrtåg, kärrknipprot, vildlin, majviva och brudsporre. Bottenskiktet är även det artrikt med dominanter
som späd skorpionmossa, klotuffmossa, spjutmossa, kärrbryum, stor skedmossa, flikbålmossa och purpurvitmossa. Sparsamt förekommande är fetbålmossa, källtuffmossa, guldspärrmossa, kärrspärrmossa, kalkkällmossa, rostvitmossa, stor fickmossa och lockvitmossa. Rikkärret är hotat bland annat beroende på ovarsamt skogsbruk.

## Galleri

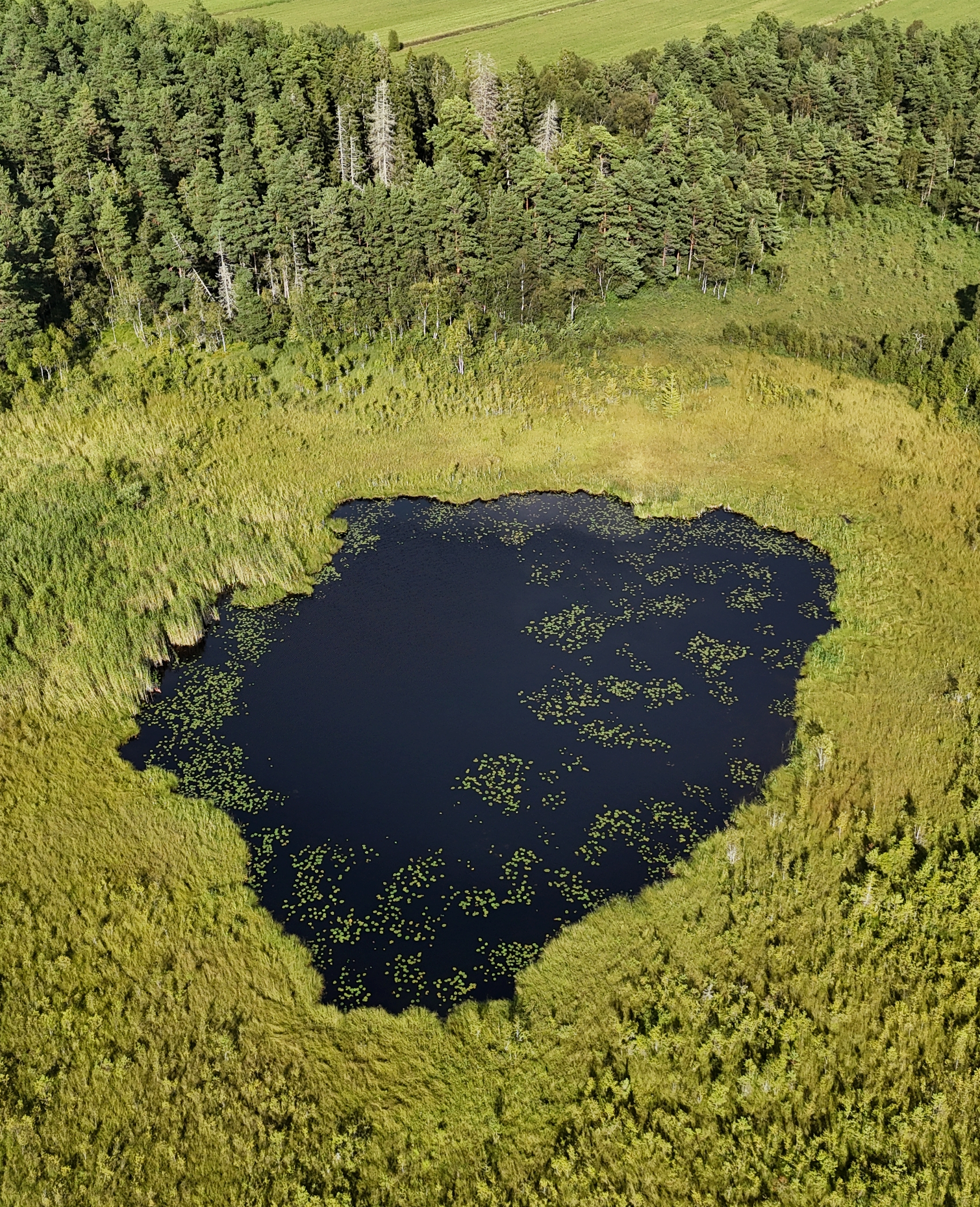
Närbild.